# 1964 - Allarme a N.Y. arrivano i Beatles!
1964 - Allarme a N.Y. arrivano i Beatles (I Wanna Hold Your Hand) è un film del 1978 diretto da Robert Zemeckis.
Il titolo originale del film fa riferimento alla canzone I Want to Hold Your Hand dei Beatles.

## Trama
9 febbraio 1964: i Beatles sono sbarcati da due giorni negli Stati Uniti, scatenando un enorme entusiasmo tra i giovani del Paese, e stanno per esibirsi in diretta televisiva all'Ed Sullivan Show. Quattro amiche del New Jersey decidono di andare a New York per vedere i Beatles dal vivo, a loro si aggiungono altri due amici. Una volta a New York i ragazzi riescono ad eludere i controlli della polizia e ad entrare nell'hotel dove risiedono i Beatles.

## Personaggi
- Rosie Petrofsky è una fan sfegatata dei Beatles ed è innamoratissima di Paul McCartney.
- Pam Mitchell sta per sposarsi e desidera passare una serata indimenticabile insieme alle sue amiche.
- Grace Corrigan desidera scattare delle esclusive foto ai Beatles.
- Janis Goldman è convinta che i Beatles siano una minaccia per l'integrità artistica e che facciano parte di un complotto per spillare i soldi ai giovani.
- Larry Dubois viene convinto da Grace a portarle a New York con la Limousine di suo padre nonostante non abbia ancora la patente.
- Tony Smerko detesta i Beatles perché crede che gli portino via le ragazze americane.
- Richard "Ringo" Klaus è un grande fan dei Beatles che colleziona vari oggetti che li riguardano, ha cambiato il suo nome da Richard a Ringo proprio come Ringo Starr.
- Peter Plimpton è un ragazzino anch'egli ammiratore dei Beatles, porta i capelli come i membri del gruppo andando contro il volere del padre.

## Colonna sonora
- I Want to Hold Your Hand
- Please Please Me
- I Saw Her Standing There
- Thank You Girl
- Boys
- Twist and Shout
- Misery
- Till There Was You
- Love Me Do
- Do You Want to Know a Secret
- P.S. I Love You
- Please Mr. Postman
- From Me to You
- Money (That's What I Want)
- There's a Place
- I Wanna Be Your Man
- She Loves You